# Ángeles Gulín
Ángeles Gulín (Ribadavia, Orense, 14 de febrero de 1939 - Madrid, 10 de octubre de 2002) fue una cantante de ópera española, con tesitura de soprano y especialmente asociada con las primeras obras de Verdi.

## Vida y carrera
Nacida María de los Ángeles Gulín Domínguez en Ribadavia, Orense, a la edad de 12 años se mudó con su familia a Montevideo, Uruguay, donde estudió canto de la mano de su padre, director de orquestas locales que organizaba conciertos en parques. Debutó en 1959 interpretando a la Reina de la Noche en La Flauta Mágica, reemplazando en el último momento a la cantante titular.
En Uruguay contrajo matrimonio con el barítono español Antonio Blancas, y juntos volvieron a Europa, requeridos por directores de ópera principalmente en Alemania, Italia y España, donde Ángeles interpretó papeles protagonistas en Lucía de Lammermoor, Rigoletto, La Traviata, etc.
Tras ganar en 1968 el premio de voces verdianas en Busseto (ciudad natal del compositor) evolucionó a papeles más dramáticos y se especializó en las primeras óperas de Verdi, incluyendo en su repertorio los papeles protagonistas de Oberto, Nabucco, Juana de Arco, Atila, Alzira, El corsario, Luisa Miller, Stiffelio, Aroldo, I Vespri Siciliani, Simon Bocanegra, Un Ballo in Maschera, La Fuerza del Destino, y Aida, así como otros papeles en La Donna del Lago, Beatrice di Tenda y Norma, de Bellini, Fernand Cortez, Los Hugonotes de Meyerbeer, La Gioconda de Ponchielli, Francesca da Rimini de Rajmáninov, La Vida Breve, de Falla, Andrea Chénier, de Giordano, y Turandot, de Puccini.
La voz de Gulín era rica y potente, no carente de agilidad. Su carrera se interrumpió bruscamente en 1987 por severos problemas de salud. Murió en Madrid en 2002.
El 10 de octubre de 2004, dos años después de su muerte, se realizó en el Liceo de Barcelona el Homenaje a Ángeles Gulín y un audiovisual conmemorativo, actos en los que participaron familiares y amigos.
Su hija Ángeles Blancas es también soprano de carrera internacional.
La voz de Ángeles Gulín ha sido redescubierta recientemente con la aparición de varias grabaciones de sus actuaciones en vivo.